# Suobdekjaure
Suobdekjaure är en sjö i Arjeplogs kommun i Lappland och ingår i Piteälvens huvudavrinningsområde. Sjön har en area på 3,47 kvadratkilometer och ligger 464 meter över havet. Sjön avvattnas av vattendraget Mattaureälven.

## Delavrinningsområde
Suobdekjaure ingår i det delavrinningsområde (736080-159705) som SMHI kallar för Utloppet av Suobdekjaure. Medelhöjden är 505 meter över havet och ytan är 17,58 kvadratkilometer. Det finns ett avrinningsområde uppströms, och räknas det in blir den ackumulerade arean 24,78 kvadratkilometer. Mattaureälven som avvattnar avrinningsområdet har biflödesordning 2, vilket innebär att vattnet flödar genom totalt 2 vattendrag innan det når havet efter 228 kilometer. Avrinningsområdet består mestadels av skog (78 procent). Avrinningsområdet har 3,47 kvadratkilometer vattenytor vilket ger det en sjöprocent på 19,7 procent.